# San Giorgio Lucano
San Giorgio Lucano es un municipio situado en el territorio de la provincia de Matera, en Basilicata (Italia).

## Demografía
| Gráfica de evolución demográfica de San Giorgio Lucano entre 1861 y 2008 |
|                                                                          |
| fuente ISTAT - elaboración gráfica a cargo de Wikipedia                  |